# Techniksoziologie
Techniksoziologie (auch Soziologie der Technik) ist eine Spezielle Soziologie, die sich mit den sozialen Prozessen der Erzeugung und Nutzung von Technik, mit dem Verhältnis von Technik und Gesellschaft sowie den sozialen Folgewirkungen von Technik befasst.
Unter Einbeziehung anderer Bereiche ist das Fach z. B. auch als Wissenschafts- und Techniksoziologie oder Industrie- und Techniksoziologie etabliert. Techniksoziologie wird an verschiedenen Hochschulen im deutschsprachigen Raum meist als Unterdisziplin anderer Fachbereiche geführt. An der TU Berlin wird der Studiengang "Soziologie technikwissenschaftlicher Richtung" angeboten, in der ein großer Teil der Leistungspunkte im Fachbereich der Techniksoziologie belegt werden kann. Auch an der TU Dortmund ist eine Spezialisierung in diesem Fachbereich möglich.

## Ziele und Sichtweisen der Techniksoziologie
Im Mittelpunkt der Techniksoziologie stehen gesellschaftliche Auswirkungen von Technik, sei es in der Form der Technikfolgenabschätzung, sei es in eher philosophisch-anthropologischer Weise. Zum Teil versucht Techniksoziologie, interdisziplinär allgemeine Soziologie mit Ingenieurwissenschaften zu verbinden. Gegenstandsbereich der Techniksoziologie können dabei ebenso Großtechnologien (Infrastrukturen) als auch der alltägliche Umgang mit Haushaltstechnik sein. Siegfried Weischenberg beklagte 1978 eine Distanz der Sozialwissenschaft gegenüber der Gesellschaft. Seitdem entstanden durch die intensive Beschäftigung mit dem Computer und mit computervermittelter Kommunikation neue Forschungsschwerpunkte.
In der Sozionik fragen Soziologen und Informatiker gemeinsam danach, ob und wie sich Gesellschaft im Computer simulieren lässt.
Feministische Techniksoziologie beschäftigt sich mit der geschlechtlichen Arbeitsteilung und männlich dominierten Kultur im Bereich der Technikentwicklung, der Unterrepräsentanz von Frauen in technischen Studiengängen und Berufen, der Vergeschlechtlichung von technischen Artefakten und Prozessen sowie den Grenzziehungen zwischen Natur/Kultur bzw. Körper/Maschine; durchgesetzt hat sich dabei ein Verständnis von Technik und Geschlecht als ko-konstruiert.

## Technikbegriff
Unterschieden wird prinzipiell zwischen Sachtechnik – der „Technik“-Begriff reicht im Bereich der „materiellen Kultur“ vom steinzeitlichen Faustkeil und dem Graszelt bis zum Mobiltelefon und dem Hochhaus – und Handlungstechnik oder auch Organisationstechnik; hier kann Technik von der steinzeitlichen Großwildjagd bis zur Konzernorganisation reichen. Die von Arnold Gehlen einbezogenen „magischen Techniken“ vom Regentanz bis zum Daumendrücken vor der Lottosendung im Fernsehen werden zumeist nicht oder nur am Rande behandelt. Den Schwerpunkt der Techniksoziologie bildet noch immer die Auseinandersetzung mit verschiedenen Sachtechniken und deren gesellschaftlicher Ausgestaltung und Einbettung.
Eine Grundannahme der Techniksoziologie ist die Sicht auf Technik als sozialen Prozess. Darüber hinausgehend umfassen techniksoziologische Sichtweisen je nach Schule Annahmen von der Technikdeterminiertheit des Sozialen bis hin zur rein sozialen Formung von Technik. Nach Werner Rammert umfasst der Begriff Technik alle künstlichen Gebilde und Verfahren, die die Vereinfachung und dauerhaft effiziente Beherrschung eines Ursache-Wirkungs-Zusammenhangs ermöglichen. Für eine soziologische Definition von Technik ist demnach die instrumentelle Dimension unverzichtbar.
Exemplarisch sind im Folgenden einige weitergehende Aussagen zur soziologischen Sicht auf Technik aufgeführt:
- nach unterschiedlichen Theoretikern:
  - Technik sei immer eine prozessurale (figurative) Sozialbeziehung (von Borries 1978 – vgl. Norbert Elias); Akteure interagieren dem gemäß neben der Technik, mit Hilfe der Technik oder in Gestalt der Technik; im letzteren Fall interagiere, wer seine Tasse Kaffee trinke, zugleich mit (a) dem Ingenieur (hier: dem Erfinder/Konstrukteur der Tasse), (b) dem Finanzierer ihrer Produktion (hier: dem Porzellanfabrik-Unternehmer) und (c) ihren arbeitenden Herstellern (hier: der Belegschaft der Fabrik).
  - Technikentwicklung sei nicht mehr linear und phasenhaft, sondern in einem multidimensionalen Kontext eingebettet, das heißt, in die Resultate gingen gesellschaftliche und ökonomische Interessen, politische Machtpotentiale und kulturelle Werthaltungen höchst unterschiedlich zu höchst unterschiedlichen Zeiten ein; dabei können Techniken auch „verlorengehen“.
- nach Werner Rammert insbesondere:
  - Technik sei „nicht mehr eine Substanz (eine Sache, ein Ding) oder ein Stoff mit bestimmten Eigenschaften, ein Artefakt, sondern eine Form der Wirklichkeit mit eigentümlichen Funktionen“ Rammert 1999;
  - Technik sei „nicht mehr ein allgemeines Mittel, sondern als ein erst in der ‘Performanz’ realisiertes spezifisches Werkzeug für einen Zweck in einem konkreten Kontext zu fassen“ Rammert 1999, das heißt: Technik werde von Menschen in der sozialen Handlung ausgehandelt;
  - Technik lasse sich nicht mehr auf einzelne Erfinder zurückführen, sondern viele Akteure entwickelten aufeinander bezogen eine bestimmte technikbezogene Rationalität;
  - Technik sei „nicht mehr ein passives Objekt, sondern als ein mitwirkender ‚Agent‘ zu sehen“ Rammert 1999, das bedeutet: Technik interagiere;

## Gegenstände der Techniksoziologie
Aus soziologischer Perspektive wird Technik als die Verknüpfung eines Artefakts mit einer sozialen Handlungsform verstanden. Diese historisch gewachsene Handlungsform nimmt in dem materiellen Objekt Gestalt an. Nutzer haben die Möglichkeit, sich die im Artefakt implizierte Handlungsform anzueignen und diese zu verändern. Am Beispiel des Telefons lässt sich illustrieren, dass technische Artefakte aus soziologischer Sicht erst durch ihre Nutzung interessant werden: Im Vordergrund steht der Prozess des Telefonierens, in dem das Telefon für Kommunikationsprozesse genutzt wird (instrumentelle Dimension) bzw. diese durch räumliche Distanzierung verändert (mediale Dimension).
Die Techniksoziologie befasst sich außerdem mit Prozessen der sozialen Konstruktion von Technik, im Beispiel des Telefon-Systems etwa die Durchsetzung gegen konkurrierende Systeme (siehe Alexander G. Bell und das Telefon) oder die spätere Transformation des Systems durch innovative Technologien wie das Mobiltelefon (konstruktive Dimension). Auch gesellschaftliche Diskurse über Technik sowie Fragen der politischen Steuerung und Regulierung von Technik sind Gegenstände der Techniksoziologie (diskursive Dimension). Konzeptionelle Berücksichtigung finden die diversen nicht-technischen Komponenten in der Idee des sozio-technischen Systems. Die eigentliche Leistung des Technik-Konstrukteurs liegt demnach nicht in einer einzelnen Erfindung, sondern in der erfolgreichen Kopplung heterogener Komponenten, die gewährleistet, dass das System möglichst reibungslos funktioniert. Nach Thomas P. Hughes (1979) ist Edisons wichtigstes Verdienst daher nicht die Erfindung der Glühlampe, sondern die des gesamten Systems der elektrischen Beleuchtung, das auch nicht-technische Komponenten umfasst.

## Technik-Genese
Die Idee der sozialen Konstruktion von Technik basiert auf der Annahme, dass soziale Akteure weitreichenden Einfluss auf die Entscheidung zwischen alternativen sozio-technischen Systemen nehmen. Ein Geflecht von Strategien und Interessen konstituiert die „soziale Logik“, die Auswahlprozesse zwischen technischen Entwicklungen maßgeblich prägt. Dass beispielsweise Anfang des 20. Jahrhunderts der Verbrennungsmotor zum technischen Standard wurde, ist nur unter Berücksichtigung der zugrunde liegenden „sozialen Logik“ hinreichend zu erklären.
Verschiedene Modelle technischer Evolution (Pfadmodell nach Nelson/Winter und Zyklenmodell nach Tushman/Rosenkopf) weisen darauf hin, dass immer wieder Phasen der Unsicherheit und Offenheit auftreten, innerhalb derer soziale Aushandlungsprozesse richtungweisend für die weitere Technik-Entwicklung sind. Hierauf folgen Phasen der Stabilität, Veränderungen sind hier höchstens inkrementell und bewegen sich im Rahmen des einmal eingeschlagenen technologischen Pfades.
Das Hauptaugenmerk der Technik-Geneseforschung liegt dabei auf Akteursnetzwerken, durch die die Innovationsprozesse initiiert und begleitet werden. Hierin weicht die Technik-Geneseforschung deutlich von der Technik-Geschichtsschreibung ab, deren Fokus auf dem genialen Einzelerfinder liegt. Neben konventionellen soziologischen Ansätzen, welche die Interaktions- und Koordinationsprozesse in Innovationsnetzwerken untersuchen (Powell 1990), hat sich die Actor-Network-Theory als eine Variante etabliert, die auf radikale Weise die Berücksichtigung auch nicht-menschlicher Wesen (z. B. technischer Artefakte) als Mitspieler und Interaktionspartner einfordert.

## Technik-Folgen, Risikoforschung
Ein weiterer Aspekt der Techniksoziologie ist die Technikfolgenabschätzung. Aus dem Anspruch heraus, ungewollte Folgen neuer Technik zu antizipieren und zu vermeiden, hat die sozialwissenschaftliche Technik-Forschung neuartige Konzepte zur Gestaltung von Technik erarbeitet. Diese basieren auf einer expertengestützten Analyse alternativer Szenarien der Technik-Entwicklung und der Bewertung der möglichen gesellschaftliche Folgen dieser Szenarien. Parallel konnten sich Konzepte durchsetzen, die den Wissenstand potenzieller Benutzer bei der Planung von Technik berücksichtigen, um Akzeptanzprobleme und Risiken vorausschauend zu umgehen. Indem der Nutzer mit seinen Bedürfnissen so in den Fokus rückt, wird er mit Blick auf den späteren Markterfolg einer technischen Innovation auch zur Inspirationsquelle für Neuentwicklungen (vgl. Herstatt/Verworn 2003).
Nach Ulrich Becks Ausführungen zur „Risikogesellschaft“ (1986) wird in der postindustriellen Moderne die Gesellschaft zum Labor für wissenschaftliche Forschung. Zunehmend wird Wissen in gesellschaftlichen Anwendungskontexten generiert. Jede neue wissenschaftliche Erkenntnis belastet die Gesellschaft aber auch mit neuem Nicht-Wissen und den daraus resultierenden Ermessensspielräumen, etwa bei der Entscheidung für oder gegen pränatale Diagnostik.
In welchem Umfang die Beherrschung technischer Risiken möglich ist, hängt nach Charles Perrow (1987) entscheidend von den spezifischen Merkmalen des jeweiligen sozio-technischen Systems ab. Demnach sind bei technischen Störungen vor allem eng gekoppelte Systeme mit komplexen Interaktionen schwer zu beherrschen. Dem entgegen steht die These der "High reliability organization" von Gene Rochlin und anderen, die besagten Organisationen die Fähigkeit attestiert, auch Hochrisikosysteme effizient und unfallfrei zu managen. Die Kontroverse ist zwar bis heute ungelöst; sie verweist dennoch darauf, dass organisationale Faktoren einen wichtigen Beitrag zur Sicherheit sozio-technischer Systeme leisten.

## Smarte/Autonome Technik
Noch in den Anfängen befindet sich die technik-soziologische Forschung zur „smarten“ Technik. Mit der Einführung von technischen Assistenzsystemen, die immer mehr Entscheidungen autonom treffen, wie beispielsweise der Autopilot im Flugzeug, verändert sich das Verhältnis des Menschen zur Technik. Technik ist „nicht mehr ein passives Objekt“, sondern „mitwirkender ‘Agent’“. An die Stelle eines rein instrumentellen Verhältnisses tritt somit die Interaktion mit der Technik, die zum (teil-)autonomen Partner in hybriden Systemen avanciert. Die neue Qualität kontextsensitiver Technik, deren Entscheidungen flexibel an Situationen angepasst werden, führt zu einer steigenden Intransparenz technischer Prozesse für außenstehende Beobachter. Um ein solches System zu beherrschen, müssen daher neuartige Steuerungsmechanismen entworfen werden.

## Technologiepolitik, Technik-Steuerung
Seit den 1940er Jahren nimmt der Staat entscheidenden Einfluss auf die Entwicklung neuer Großtechniken. Als Pionierprojekte sind hierbei der Bau der V2-Rakete in Deutschland sowie der Atombombe in den USA zu nennen. Die staatlichen Förderprogramme für die Atom- und Raumfahrttechnik der 1950er Jahre stehen für den interventionistischen Stil der Technikförderung zur Zeit des Kalten Krieges. Nach verschiedenen Fehlschlägen der Projektförderung, die sich auf die Finanzierung kostspieliger Großprojekte konzentrierte, kam es zu einer Neujustierung staatlicher Technologiepolitik. Der Staat tritt nun stärker als Moderator in selbstständigen Innovations-Netzwerken auf. Darüber hinaus gewinnen Länder und Regionen auf der einen, sowie die Europäische Union auf der anderen Seite immer größeren Einfluss in der Technologiepolitik. Im Zuge dieser Kompetenzverlagerungen stellt sich die Frage, ob der staatliche Einfluss für eine zielgerichtete Technik-Steuerung geeignet und ausreichend ist.

## Innovationssoziologie
Die Innovationssoziologie untersucht die Genese und Diffusion von Innovationen aus sozialwissenschaftlicher Sicht und beobachtet sowohl (technologische) Innovationen und ihre sektoralen Anwendungsmuster, die Adaptionsstrategien der involvierten Akteure, die Transformationsverläufe in den einzelnen gesellschaftlichen Teilbereichen, den (technikinduzierten) Wandel der Kooperations- bzw. Konkurrenzbeziehungen und Regulationsmuster in Wirtschaftssektoren, die Entwicklung der Nutzungspräferenzen in den jeweiligen Märkten als auch die Wechselwirkungen mit rechtlich-regulativen und soziokulturellen Rahmenbedingungen (vgl. Werle 2003). Untersucht wird etwa, inwiefern hierarchische, marktliche, netzwerkartige und gemeinschaftliche Koordinationsformen Einfluss auf die Innovativität einer Gesellschaft oder einzelner Unternehmen haben und darüber hinaus beeinflussen, ob externes Wissen in Innovationen einfließt (Wittke/Heidenreich 2012). Aus einer langfristigen und synthetisierenden Perspektive zeigt sie die Fragwürdigkeit der Vorstellung linearer Technikentwicklung und die evolutionäre Verschränkung von sozialem und technischem Wandel auf. Aktuelle innovationssoziologische Publikationen beschäftigen sich z. B. mit dem Phänomen der Prosumenten (z. B. Hanekop/Wittke 2010) oder dem Wandel von Mediensektoren bzw. -strukturen durch das Internet (z. B. Dolata 2008, Schrape 2011, Dolata/Schrape 2013, Dolata/Schrape 2018).

### Einführungen
- Nina Degele: Einführung in die Techniksoziologie. (= UTB für Wissenschaft. 2288 Soziologie). Fink, München 2002, ISBN 3-7705-3448-4.
- Ulrich Dolata: Wandel durch Technik. Eine Theorie soziotechnischer Transformation. Campus, Frankfurt/ New York 2011, ISBN 978-3-593-39500-5.
- Werner Rammert: Technik aus soziologischer Perspektive. Westdeutscher Verlag, Opladen
  - Band 1: Forschungsstand, Theorieansätze, Fallbeispiele. Ein Überblick. 1993, ISBN 3-531-12421-8.
  - Band 2: Kultur, Innovation, Virtualität. 2000, ISBN 3-531-13499-X.
- Werner Rammert: Technik – Handeln – Wissen. Zu einer pragmatischen Technik- und Sozialtheorie. VS Verlag für Sozialwissenschaften, Wiesbaden 2007, ISBN 978-3-531-15260-8.
- Andreas Schelske: Soziologie vernetzter Medien. Grundlagen computervermittelter Vergesellschaftung. (= Lehrbuchreihe Interaktive Medien). Oldenbourg Verlag, München u. a. 2007, ISBN 978-3-486-27396-0.
- Ingo Schulz-Schaeffer: Sozialtheorie der Technik. (= Campus – Forschung. 803). Campus Verlag, Frankfurt am Main u. a. 2000, ISBN 3-593-36479-4. (Zugleich: Bielefeld, Univ., Diss.)
- Johannes Weyer: Techniksoziologie. Genese, Gestaltung und Steuerung sozio-technischer Systeme. (= Grundlagentexte Soziologie). Juventa, Weinheim u. a. 2008, ISBN 978-3-7799-1485-3.